# 레지나 카산드라
레지나 카산드라(힌디어: रेजिना कैसेंद्रा, 영어: Regina Cassandra, 1990년 12월 13일 ~ )는 인도의 배우이다.

## 출연 작품
- 메트로폴리스 (2017)
- 수브라마니엄 포 세일 (2015)